# Cacomantis castaneiventris
Cacomantis castaneiventris és una espècie d'ocell de la família dels cucúlids (Cuculidae) que habita la selva humida, matolls i manglars les illes Raja Ampat, Aru, Nova Guinea i nord-est d'Austràlia.